# Noel Hogan
Noel Anthony Hogan (Limerick, 25 dicembre 1971) è un chitarrista irlandese.
Appassionato di musica fin da giovane, formò un gruppo con il fratello Mike Hogan e l'amico Fergal Patrick Lawler: il nome iniziale del gruppo era "The Cranberry saw us" (gioco di parole di Cranberry Sauce, salsa di mirtilli) ma con l'arrivo di Dolores O'Riordan mutò in The Cranberries.
Parallelamente al ruolo di chitarrista dei Cranberries, Noel si è espresso anche come solista e ha fondato un gruppo dal nome Mono Band.
Nel 2022 ha fondato i The Puro con la cantante brasiliana Mell Peck.